# Oscar Anselmo Ramos
Oscar Anselmo Ramos (nacido el 21 de marzo de 1938) es un exfutbolista argentino. Jugaba como defensor y su primer club fue Rosario Central.

## Carrera
Debutó en el canalla un 5 de junio de 1958, ante Atlanta, por la séptima fecha de la Copa Suecia, derrota 2-4. Fue ante Argentinos Juniors que marcó su único gol con Central; sucedió el 7 de mayo de 1961, victoria 5-2. En la Academia jugó dos temporadas, disputando 34 partidos. Alternó en la zaga central con dos destacados futbolistas: Norberto Claudio Bautista y José "Chocha" Casares, que hacían sus primeras armas en el canalla. Sumó 34 presencias. Pasó luego por Unión de Santa Fe, Argentinos Juniors y Universidad Católica de Chile.

## Clubes
| Club                 | País      | Año       |
| -------------------- | --------- | --------- |
| Rosario Central      | Argentina | 1958-1961 |
| Unión de Santa Fe    | Argentina | 1962-1964 |
| Argentinos Juniors   | Argentina | 1965      |
| Universidad Católica | Chile     | 1967      |